# Vitamine K
Ne doit pas être confondu avec kétamine.
Les vitamines K forment un groupe de vitamines liposolubles requises pour les modifications post-traductionnelles de certaines protéines intervenant essentiellement dans la coagulation sanguine mais aussi dans le métabolisme des os et d'autres tissus.
L'utilisation de la lettre K vient de l'allemand Koagulation.
Elles sont principalement synthétisées par les bactéries fermentant certains fromages ou végétaux, des bactéries intestinales, ou proviennent de l'alimentation (notamment des aliments végétaux verts, car liées aux chloroplastes). On en trouve aussi dans les graisses animales.
Elles favorisent la synthèse de facteurs de coagulation sanguine, la fixation du calcium par les os, la souplesse des artères et le bon état des vaisseaux sanguins en général, des tendons, cartilages et autres tissus conjonctifs. Des nouvelles propriétés ont été découvertes plus récemment, par exemple dans le contrôle des états inflammatoires, dans la division cellulaire, dans la migration des cellules, dans la spécialisation cellulaire, etc.

## Les différentes formes de vitamine K

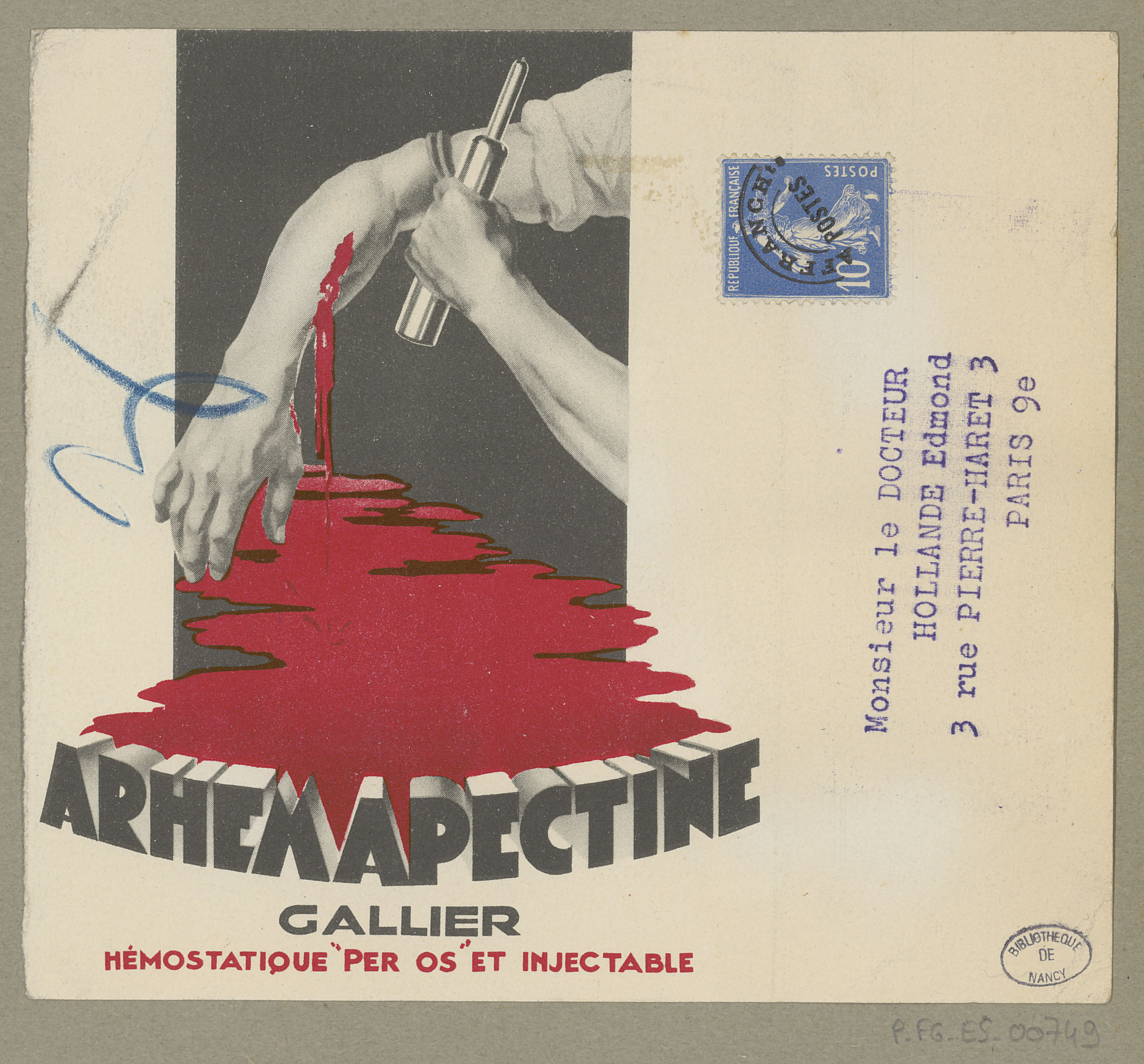
Publicité pour l'arhemapectine, médicament à base de K3, début du XXe siècle. Bibliothèque municipale de Nancy

On distingue trois formes de cette vitamine, qui toutes appartiennent à la famille des quinones, car elles ont dans leur structure chimique une naphtoquinone nécessaire aux transferts d’électrons.
Elles se distinguent par la nature de la chaîne carbonée attachée à la quinone. C’est cette « chaîne latérale » qui détermine la divergence dans les propriétés particulières de chacune de ces vitamines :
- la vitamine K1 (ou phylloquinone, phytoménadione ou encore phytonadione), uniquement synthétisée par les plantes ; avec une chaîne latérale phytyle jouant le rôle d'accepteur d'électrons dans les thylakoïdes des chloroplastes ; insoluble dans l'eau, elle est soluble dans les graisses et se présente (sous forme pure) sous la forme d'une huile jaune ;
- la vitamine K2 ou ménaquinone, synthétisée par les bactéries de la flore intestinale à partir des végétaux du bol alimentaire. Elle contient une chaîne latérale terpénoïde de longueur variable, dont les actions sont différentes ;
- la vitamine K3 ou ménadione, est une forme synthétique de précurseur de la vitamine K active (convertie biochimiquement en vitamine K active dans l'organisme). Parce que ne disposant pas de « chaîne latérale », elle est soluble dans l'eau, et convertie en vitamine K2 dans le corps ; elle possède une activité biologique 2 à 3 fois supérieure aux vitamines K1 et K2, mais elle n'est plus guère utilisée dans l'alimentation humaine des pays développés en raison d'effets secondaires délétères (nausées, vomissements, syndrome hémolytique, anémie hémolytique, asthénie, sensation de faiblesse, sensation vertigineuse, mélanodermie toxique, surtout chez les patients souffrant d'une insuffisance hépato-cellulaire[1]). Plusieurs médicaments à base de K3 ne sont plus commercialisés[1], mais dans les années 1990, elle était encore très utilisée dans l'alimentation animale (où elle peut d'ailleurs contribuer à augmenter la résistance des rats - qui en consomment les restes ou certains stocks - aux raticides[2]). 
Chez les végétaux, c'est un produit dont le précurseur biologique[3] interfère avec le métabolisme des auxines et s'est montré capable de doper la croissance végétale (tomate, luzerne), de stimuler l'enracinement du haricot mungo et d'inhiber l'activité des enzymes impliquées dans l'oxydation des acides indoléacétiques (ou IAA pour « indoleacetic acid »)[4].

### Importance de la «chaîne latérale»
Dans le cas de la ménaquinone, la chaîne latérale est composée d’un nombre variable d'unités terpénoïdes.
Cette chaîne latérale est toujours lipophile, les chaînes les plus longues donnant les molécules les plus hydrophobes, et contient habituellement de 4 à 14 unités isoprène. Chez les animaux, cette chaîne latérale comporte toujours quatre isoprènes, d’où le nom de MK-4, tandis que la MK-7 est dominante dans le spectre des ménaquinones présentes dans le soja fermenté par la bactérie Bacillus subtilis natto, ou natto. Le corps humain dispose d'enzymes capables de synthétiser la forme MK-4 à partir des autres isoformes,.

## Structure
Toutes les vitamines K ont un noyau naphtoquinone (2-méthyl-1-4-naphtoquinone) substitué en position 3 ; par une chaîne phytyl (phytoménadione ou vitamine K1) ou par des résidus prényl (ménaquinone ou vitamine K2) ou substitué seulement par un hydrogène (dans le cas de la ménadione ou vitamine K3).

Structure chimique de la vitamine K1 (phylloquinone).
Structure chimique de la vitamine K2 (ménaquinones).

## Histoire, découverte
Vers la fin des années 1920, un biochimiste danois, Carl Peter Henrik Dam, étudie le rôle du cholestérol en nourrissant des poulets avec une alimentation pauvre en lipides.
Il constate qu'après plusieurs semaines de régime, ces animaux souffrent d'hémorragies persistantes (même après ajout de cholestérol dans leur alimentation). Il apparaît clair qu'en plus du cholestérol, une autre substance, à effet coagulant, a été retirée des aliments. Ce composé est appelé vitamine de la coagulation et reçoit la lettre K (la découverte a été publiée en allemand, langue dans laquelle la molécule était désignée comme Koagulationsvitamin).
En 1936, Dam parvient à purifier la vitamine K à partir de la luzerne et sa synthèse chimique est réalisée en 1939 par Edward Doisy. Ces deux scientifiques se partagèrent le prix Nobel de médecine en 1943 pour leurs travaux sur la vitamine K.

## Physiologie
On a d'abord compris que la vitamine K était indispensable à l’hémostase, notamment grâce à la coagulation du sang.
Il est ensuite vite devenu évident qu'elle assurait d’autres fonctions biologiques importantes, puisque sa déficience conduisait à certains problèmes physio-pathologiques, comme la maladie hémorragique du nouveau-né, ou en révélait certains, comme la jaunisse obstructive, et les syndromes de malabsorption.
Pendant 60 années, la « molécule de la coagulation » n'a pas suscité davantage d’intérêt — le sujet semblait amplement connu. Un nouveau bouleversement des connaissances a eu lieu concernant les implications de ces molécules dans les diverses voies métaboliques de la vie et à présent de nouvelles découvertes sont faites pratiquement chaque année, comme pour la vitamine D.
Ainsi, on a découvert que la vitamine K2 est impliquée notamment dans les métabolismes cardiovasculaire et osseux, dans la croissance, la prolifération et la migration des cellules, dans leur survie, dans l’apoptose, dans la phagocytose, dans l’adhésion des cellules, dans le contrôle de la réponse inflammatoire, dans la spécialisation des cellules. Ces découvertes montrent que cette vitamine est impliquée dans de nombreux processus métaboliques indispensables non seulement à une bonne santé, mais à la vie. De nombreuses études — publiées notamment à partir de 2004 — montrent que la ménaquinone est indispensable à la santé cardiovasculaire.
Malheureusement, les études montrent également que — dans les pays occidentaux — la grande majorité des personnes qui ont fait l’objet de dosage de la vitamine K sont en situation de carence chronique. Ces carences pourraient notamment expliquer ou coexpliquer une prévalence importante des caries dentaires, de l’ostéoporose, de maladies à terrain inflammatoire, de maladies cardiovasculaires, de cancers / leucémies.
Les personnes ayant une nutrition riche en vitamine K2 ont une meilleure santé cardiovasculaire et ostéo-articulaire, et une meilleure prévention contre les cancers et les maladies inflammatoires, et même contre la démence,,.
La vitamine K est impliquée dans la carboxylation de certains résidus protéiques de glutamates pour former des résidus de gamma-carboxyglutamate. Les résidus de gamma-carboxyglutamate sont essentiels pour l'activité biologique de toutes les protéines gamma-carboxyglutamate connues.
Actuellement, 14 protéines gamma-carboxyglutamate ont été découvertes : elles jouent un rôle dans la régulation de trois processus physiologiques :
- la coagulation[11] ;
- le métabolisme des os[12] ;
- la biologie vasculaire[13].

Plusieurs bactéries dont Escherichia coli présentes dans le gros intestin peuvent synthétiser la vitamine K2 (ménaquinone), mais pas la vitamine K1. On voit un peu partout mentionné que la carence en vitamine K est rare, car elle est synthétisée par la flore intestinale et cette production de vitamine K est absorbée au niveau du gros intestin. Cette affirmation provient de vieilles observations : elle est mise en doute par les recherches plus récentes,. Ces résultats sont confirmés par les études des cohortes humaines où une majorité des personnes testées a montré une déficience en vitamines K et une gamma-carboxylation incomplète des protéines normalement carboxylées et activées en présence d'une quantité suffisante de vitamines K,,.

## Recherche
L'hebdomadaire genevois Hebdo Web (Genève Home Informations) a publié le 3 décembre 2008 un article qui fait référence à des chercheurs japonais et au centre Erasmus aux Pays-Bas. En bref, la vitamine K2 ou ménaquinone stimule l'hormone ostéocalcine, laquelle fixe le calcium dans l'organisme. Elle active également la protéine MGP (Matrix GLA Protein), qui évacue l'excès de calcium. D'après cet article, le nattō est la meilleure source de vitamine K2, avant le miso.

## Fonctions métaboliques
La vitamine K1 joue un rôle indispensable dans la coagulation sanguine, elle intervient dans la maturation des facteurs :
- de la voie endogène : facteur IX ;
- de la voie exogène : facteur (VII) ;
- du tronc commun : facteurs II et X ;
- mais également des protéines C et S, inhibiteurs de la coagulation (d'où l'effet paradoxalement pro-thrombotique des médicaments anti-vitamine K dans les premiers jours de traitement, car ces deux protéines ont une demi-vie plus courte que les facteurs de coagulation).

Le foie produit et stocke ces facteurs sous une forme inactive. Leur maturation est assurée par une enzyme (la vitamine K carboxylase) dont le cofacteur est l'hydroquinone, la forme réduite de la vitamine K1. Les résidus glutamiques (Glu) des protéines sont alors carboxylés en résidus acide gamma-carboxyglutamique (Gla) qui ont la propriété de fixer le calcium, indispensable à leur activité. De la même manière, la vitamine K2 permet la fixation du calcium (sous forme d'hydroxyapatite) sur l'ostéocalcine, une protéine constitutive des os.
Les médicaments anti-vitamine K (utilisés chez les patients présentant un risque de thrombose) empêchent la régénération de la vitamine K (ceci en inhibant deux enzymes qui régénèrent la vitamine K : l'époxyde-réductase et la NADPH-quinone-réductase).
La vitamine K est nécessaire pour l'activation de protéines qui jouent un rôle dans la coagulation du sang (autant dans la stimulation que l'inhibition de la coagulation sanguine). Elle participe aussi à la formation des os.
La vitamine K est l'antidote utilisé en cas d'absorption accidentelle de raticide (de type « mort aux rats ») chez les humains et les animaux de compagnie.
Antagonistes vitaminiques : Des doses élevées de vitamine E et A ont un effet « antivitamine K » (et peuvent favoriser le saignement).

## Apports
La vitamine K, chez l'homme, provient essentiellement des végétaux de l'alimentation (K1), et de la synthèse intestinale par la flore bactérienne (K2). Les besoins d'un adulte moyen sont de 50  à   100 μg/jour.
La bonne absorption digestive de la vitamine K nécessite en outre la présence de sels biliaires et pancréatiques. Absorbée avec les chylomicrons, elle est ensuite stockée puis libérée par le foie, s'associe aux VLDL (very low density lipoproteins) et est distribuée aux tissus par les LDL (low density lipoproteins).
Sa concentration naturelle dans le plasma est faible (environ 0,5 μg·l-1).
La vitamine K1, qui participe à la coagulation, est apportée par l'alimentation. On la trouve en particulier dans les légumes verts (brocoli, chou, épinard, laitue), dans l'orvale (une espèce de sauge Salvia sclarea L.) et dans l'huile de soja[réf. nécessaire].
Une grande partie des apports externes en vitamine K2, qui participe à l'ossification, provient des bactéries qui assurent la fermentation des aliments, comme la choucroute et les vieux fromages fermentés. Cette vitamine est également présente dans le foie, le lait, les fromages fermentés (les fromages non fermentés contiennent un peu de vitamine MK-4 provenant du lait), le yogourt et les œufs de poisson.
Voici une liste d'aliments avec leur teneur en vitamine K2, exprimée en microgrammes par 100 grammes d'aliment :
- nattō 1 103,4 μg (0 % MK-4),
- foie gras 369 (100 % MK-4),
- fromage fermenté vieilli 76,3 (6 % MK-4),
- fromage à pâte molle 56,5 (6,5 % MK-4),
- jaune d’œuf (Pays-Bas) 24,8 (100 % MK-4),
- jaune d’œuf (États-Unis et Canada) 15,5 (100 % MK-4),
- beurre 15 (100 % MK-4)
- foie de poulet 14,1 (100 % MK-4),
- salami 9 (100 % MK-4),
- blanc de poulet 8,9 (100 % MK-4),
- cuisse de poulet 8,5 (100 % MK-4),
- viande de bœuf (mi-gras) 8,1 (100 % MK-4),
- bacon 5,6 (100 % MK-4),
- foie de veau 5 (100 % MK-4),
- choucroute avec saucisses et viande de porc 4,8 (8 % MK-4),
- maquereau 0,4 (100 % MK-4),
- blanc d’œuf 0,4 (100 % MK-4),
- lait écrémé 0,
- viande maigre 0.

Les graisses d'animaux ayant concentré cette vitamine K2 sont donc une des sources de vitamine K ; il y en a un peu dans le jaune d’œuf et dans la viande. Le foie gras et les abats, la moelle osseuse, la cervelle, les œufs de poisson en contiennent beaucoup.
Les vieux fromages fermentés en contiennent de grandes quantités.
Des protéines végétales fermentées (par exemple le nattō) en contiennent beaucoup.
Les besoins en vitamine K, apport idéal 120 μg/jour chez l'adulte, sont en théorie couverts par l'alimentation, mais les études montrent que ceci est vrai seulement chez une frange de la population étudiée, notamment chez les personnes qui consomment des aliments fermentés.

## Carence en vitamine K
La carence avancée en vitamine K peut entraîner :
- des saignements ;
- un manque chronique en vitamines K est impliqué dans diverses pathologies, notamment dans la calcification des artères, dans l'ostéoporose, dans les leucémies, dans la formation et la prolifération des cellules cancéreuses ainsi que dans leur mobilisation, dans la perte du contrôle des états inflammatoires.

Un apport suffisant de ces vitamines, notamment de la forme K2, est indispensable pour contrer les maladies actuellement statistiquement les plus mortelles : maladies cardiovasculaires, cancers et maladies à terrain inflammatoire et auto-immunes,,,,,,,,,,,,.

## Utilisation pharmaceutique
C'est la vitamine K1 qui est la plus utilisée comme médicament :
- pour traiter les carences de vitamine K du nouveau-né (voie orale, en préventif contre le risque hémorragique, ou en intramusculaire en cas de risque spécifique). 
Le bébé en manque souvent, faute de bon passage transplacentaire ; faute de micro-organismes intestinaux ; faute d'une synthèse hépatique mature et capable de régénérer de la vitamine K réduite ; et faute parfois de vitamines K en suffisance dans le lait maternel ;
- chez la femme enceinte quand elle reçoit un médicament inducteur enzymatique (alors administrée dans les 2 dernières semaines de grossesse, pour parer au risque d'hémorragies par hypothrombinémie du nouveau-né) ;
- contre certains troubles hépatiques (insuffisance hépatique sévère ou ictère par rétention entraînant une absence de sels biliaires) ;
- comme antidote (antagoniste chimique) pour un surdosage en « anti-vitamine K » (AVK) ou empoisonnement par un raticide à base d'AVK[19].

Elle fait partie de la liste des médicaments essentiels de l'Organisation mondiale de la santé (liste mise à jour en avril 2013).